# Órgiva
Órgiva är en ort och kommun i provinsen Granada i den autonoma regionen Andalusien i södra Spanien. Orten ligger cirka 34 kilometer sydost om Granada. Kommunen har 5 674 invånare (2024), på en yta av 134,14 km².
Många religioner har kyrkor eller motsvarande här eller i närheten. Klimatet är milt på våren och hösten, men torrt på sommaren. Staden ligger vid bergskedjan Sierra Nevadas södra fot och har rikt med vatten hela året.